# Vítězslav Jaroš
Vítězslav Jaroš, né le 23 juillet 2001 à Příbram en Tchéquie, est un footballeur international tchèque qui évolue au poste de gardien de but à l'Ajax Amsterdam.

## Carrière

### En club

#### Livrpool FC
Né à Příbram, il commence à pratiquer le football dans le club de sa ville le Viagem Příbram avant de partir à Slavia Prague en 2011. En 2017, il rejoint les catégories des jeunes de Liverpool FC avec lesquels il gagne la FA Youth Cup en 2018-2019.
En été 2019, il fait les préparations d'avant saison avec l'équipe première et il joue la deuxième période du match amical contre Tranmere Rovers.
En février 2020, il est resté sur le banc lors d'un match de coupe contre Shrewsbury Town. Lors de la saison 2020-2021. Il est resté trois fois sur le banc en ligue des champions contre l'Ajax Amsterdam à Johan Cruyff Arena, et à l'Anfield et contre le FC Midtjylland au MCH Arena.

#### St. Patrick's Athletic FC
Le 3 février 2021, il est prêté à St. Patrick's Athletic FC. Il fait sa première apparition le 19 mars lors du derby de Dublin contre Shamrock Rovers. Il termine la saison en beauté en remportant la coupe.

#### Notts County
Le 27 janvier 2022, il est prêté à Notts County qui joue en cinquième division anglaise. Il joue son premier match le 5 février contre Grimsby Town.

#### Stockport County Football Club|Stockport Count
Le 4 juillet 2022, il est prêté à Stockport Count qui évolue en quatrième division. Il fait ses débuts le 9 août contre Harrogate Town en coupe de la Ligue.

### En sélection
Avec les espoirs, il a participé au championnat d'Europe. Il a joué les trois matchs du premier tour et la Tchéquie quitte le tournoi après une victoire et deux défaites.
Il est retenu dans la liste des 26 joueurs tchèques du sélectionneur Ivan Hašek pour participer à l'Euro 2024.

## Palmarès

### Club
- St. Patrick's Athleticj
  - Vainqueur de la Coupe d'Irlande de football en 2021
- SK Sturm Graz
  - Vainqueur de la Coupe d'Autriche de football en 2024.